# Teresa Radice
Teresa Radice (Milà, 1975) és una guionista de còmics italiana. Està casada amb el dibuixant de còmics Stefano Turconi, amb qui ha produït nombrosos còmics infantils, com la sèrie Pippo Reporter per a Disney Itàlia (2009–2015), així com per al públic en general, com l'àlbum Il porto proibito (2015).

## Formació i trajectòria
La seva formació va ser en el camp dels idiomes i l'escriptura creativa; un d'aquests cursos va ser a França amb la guionista Barbara Slade, que treballava per a Disney i que va ser la primera persona que va encoratjar-la a escriure. Els inicis de la seva trajectòria professional van ser treballant amb el seu pare al sector de l'animació; va ser en aquella època que va fer el seu primer còmic. Després de llicenciar-se en comunicació, va realitzar un curs de guió a l'Acadèmia Disney de Milà impartit per Gianfranco Cordara i es va unir a la redacció de Disney Itàlia l'any 2002.
Zio Paperone e l'emù di sangue blu va ser el primer còmic que va publicar Disney amb guió de Teresa Radice; els dibuixos anàven a càrrec d'Enrico Faccini i va ser publicat en el número 2.484 de la revista Topolino el 2003. Des d'aleshores treballa amb el dibuixant Stefano Turconi. Han col·laborat en diverses revistes de còmic com ara Topolino, W.I.T.C.H., PK, MM, X-Mickey, Fairies, i Wondercity, i per les principals editorials italianes.
Les seves principals influències són els guionistes Bruno Enna, Alessandro Sisti i Fausto Vitaliano i les sèries de televisió estatunidenques, tot i que considera Alessandro Sisti el seu mestre.

## Obra
| Any       | Títol                                     | Format           | Editorial      | Notes                                                      | ISBN                   |
| --------- | ----------------------------------------- | ---------------- | -------------- | ---------------------------------------------------------- | ---------------------- |
| 2009–2015 | Pippo Reporter                            | sèrie de còmics  | Disney Itàlia  | Dibuix de Stefano Turconi. Revista Topolino.               |                        |
| 2011      | Topolino e il grande mare di sabbia       |                  |                |                                                            |                        |
| 2012      | Zio Paperone e l'isola senza prezzo       |                  |                |                                                            |                        |
| 2013      | Viola Giramondo                           | sèrie de còmics  | Tunué          | Dibuix de Stefano Turconi. Col·lecció Tipitondi.           | ISBN 978-88-97165-78-1 |
| 2014      | Topinadh Tandoori e la rosa del Rajasthan |                  |                |                                                            |                        |
| 2015      | L'isola del tesoro                        |                  |                | Paròdia de la novel·la homònima de Robert Louis Stevenson. |                        |
| 2015      | Il porto proibito                         | novel·la gràfica | Bao Publishing | Dibuix de Stefano Turconi.                                 | ISBN 978-88-6543-299-0 |
| 2017      | Non stancarti di andare                   | novel·la gràfica | Bao Publishing | Dibuix de Stefano Turconi.                                 | ISBN 978-88-6543-931-9 |
| 2017–2018 | Orlando Curioso                           | sèrie de còmics  | Bao Publishing | Dibuix de Stefano Turconi.                                 |                        |
| 2018      | Tosca dei Boschi                          | novel·la gràfica | Bao Publishing | Dibuix de Stefano Turconi.                                 | ISBN 978-88-3273-129-3 |
| 2019      | Le ragazze del Pillar, volume 1           | sèrie de còmics  | Bao Publishing | Dibuix de Stefano Turconi.                                 | ISBN 978-88-3273-330-3 |
| 2020      | La terra, il cielo, i corvi               | novel·la gràfica | Bao Publishing | Dibuix de Stefano Turconi.                                 | ISBN 978-88-3273-487-4 |
| 2021      | Le ragazze del Pillar, volume 2           | sèrie de còmics  | Bao Publishing | Dibuix de Stefano Turconi.                                 | ISBN 978-88-3273-621-2 |

## Vida privada
Teresa Radice i Stefano Turconi es van conèixer l'any 2004 quan tots dos treballaven a Disney Itàlia, i es van casar el setembre de l'any següent. Viuen amb els seus fills Viola i Michele a la Casa Senza Nord, la seva casa/estudi relativament aïllada a la muntanya, on es van instal·lar el 2011. El nom de la seva filla va servir per a inspirar l'obra de la parella Viola giramondo.

## Premis
- 2014: Premi Carlo Boscarato al millor còmic infantil/juvenil del Treviso Comic Book Festival per Viola giramondo (amb Stefano Turconi)[10]
- 2015: Premi Bédécine Illzach al millor còmic infantil per Viola Giramondo.[11]
- 2015: Premi Gran Guinigi a la millor novel·la gràfica del Festival del còmic de Lucques per Il porto proibito (amb Stefano Turconi)[12]
- 2016: Selecció juvenil del Festival d'Angulema per Viola Giramondo.[cal citació]
- 2016: Premi Micheluzzi al millor còmic del Napoli Comicon per Il porto proibito (amb Stefano Turconi)[13][14]
- 2023: Selecció oficial de la 50a edició del Festival d'Angulema per La terra, il cielo, i corvi.[15]